# Dar âami
Dar âami (en arabe : دار عمي) est un plat traditionnel algérien à base de petits cigares de kefta et de sauce blanche.

## Origine et étymologie
Ce plat est originaire d’Alger et son nom se traduit par « la maison de mon oncle paternel ».

## Description
Le dar âami ressemble au mtewem. Il se compose de bâtonnets de kefta mélangés à de la chapelure et à du fromage râpé, qu’on fait frire avant de les mettre à cuire dans une sauce à la cannelle avec de la viande d’agneau et des pois chiches,.